# Anelaphus subseriatus
Anelaphus subseriatus es una especie de escarabajo longicornio del género Anelaphus, categorizada en la tribu Elaphidiini, de la subfamilia Cerambycinae. Fue descrita por Bates en 1885.

## Descripción
Mide 13-17,2 mm de longitud.

## Distribución
Se distribuye por Colombia, Costa Rica y Panamá.